# Медаль «10-летие обретения независимости»
Медаль «10-летие обретения независимости» —  юбилейная медаль Польской Республики.

## История
Медаль была учреждена в соответствии с правительственным декретом от 27 сентября 1928 года.
Предназначалась для награждения лиц, которые за прошедшие десять лет (с ноября 1918 по ноябрь 1928 годы) безупречно исполняли свой воинский и гражданский долг (служили в польских вооруженных силах или, по крайней мере, 5 лет работали в государственном или местном органе власти или других общественных учреждениях).
Первое награждение медалью состоялось 3 ноября 1928 года.
Награждение носило массовый характер, около 50 000 награждений.

### Описание знака
Медаль круглая диаметром 35 мм, изготавливалась из бронзы. На лицевой стороне медали изображена голова маршала Ю. Пилсудского в профиль, развернутая влево.
На оборотной стороне медали изображена аллегорическая фигура землепашца, выкорчевывающего сорняки и высаживающего саженцы дуба – символ могущества и долголетия. Под рисунком проставлены даты: «1918» и «1928», разделенные маленьким ромбиком. В нижней части медали - клеймо гравировальной фабрики - пиковый туз. На большинстве медалей производства Варшавского монетного двора (менницы) встречаются литеры «Т» и «В» - Тадеуш Брейер ( T.Breyer - автор проекта медали), расположенные сразу под рисунком слева и справа. Известно три типа медали, изготовленной на меннице - с крупными литерами "Т" и "В", с мелкими и без них.
Кроме того, медаль выпускалась частными производителями, имеющая отличия в штампе и(или) форме ушка.
Все изображения и надписи на медали выпуклые. В верхней части медали имеется ушко с кольцом, с помощью которого медаль крепится к ленте.

### Лента
Лента медали шелковая муаровая темно-василькового цвета. Ширина ленты 38 мм.